# Рт Танџунг Пијаи
Рт Танџунг Пијаи (мал: Tanjung Piai) је најјужнија континентална тачка Азије и Малајског полуострва. Налази се на 1°15′сгш и 103° 30′игд.

## Географија
Рт је смештен на обали Џохорског пролаза и заштићен је густим шумама мангова, једним од највећих на свету. Цела област је проглашена за национални парк. Административно припада провинцији Џохор, у оквиру Малезије. Са рта се пружа врло јасна поглед на на острва Сингапура, као и на бројне облакодере у тој острвској граду-држави.